# Viburnum euryphyllum
Viburnum euryphyllum är en desmeknoppsväxtart som beskrevs av Standley och Steyerm. Viburnum euryphyllum ingår i släktet olvonsläktet, och familjen desmeknoppsväxter. Inga underarter finns listade i Catalogue of Life.